# Johannes Michaelis

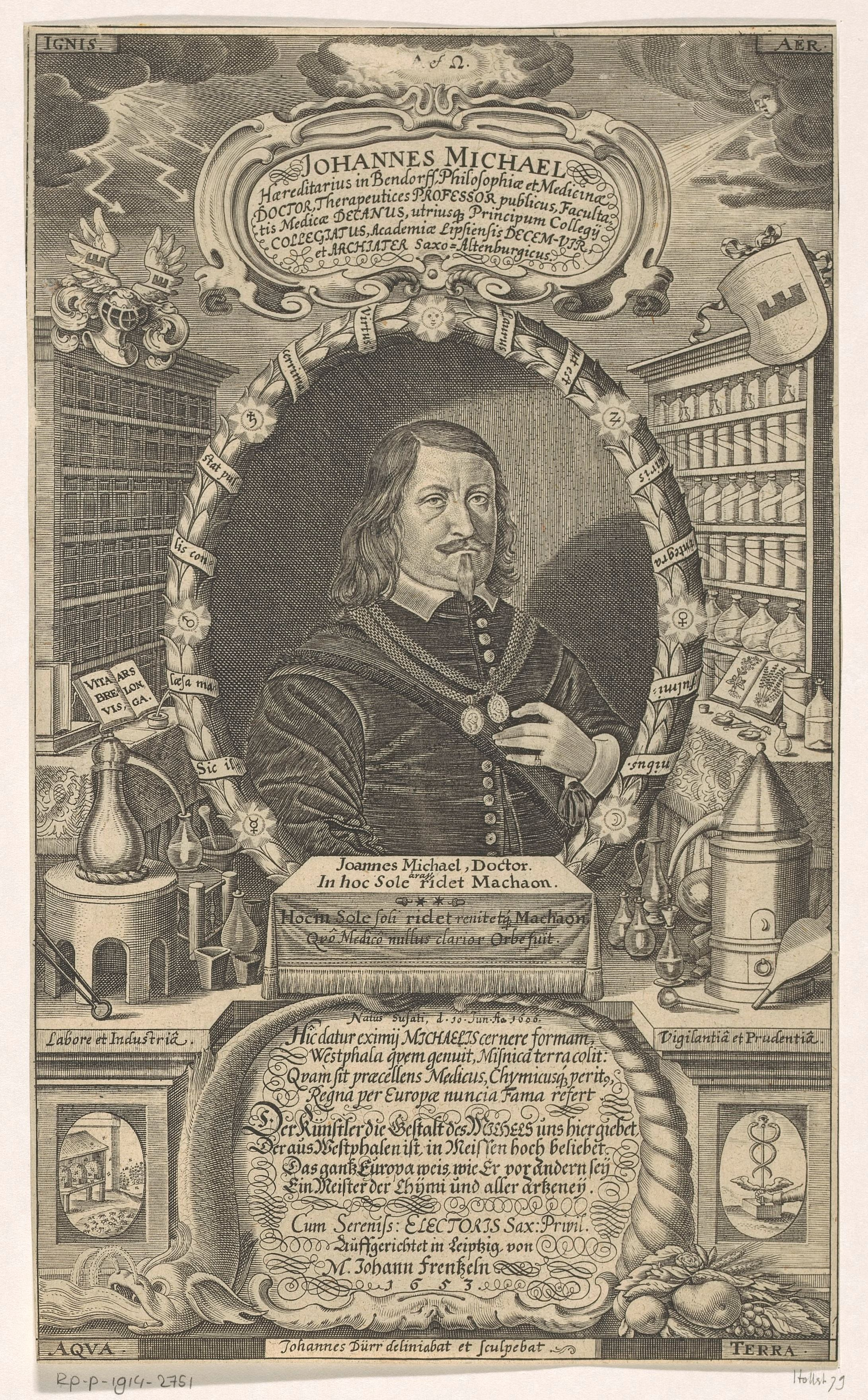
Johannes Michaelis, Kupferstich von Johann Dürr (1653)

Johannes Michaelis (auch: Johann Michael; * 10. Januar 1606 in Soest; † 29. November 1667 in Leipzig) war ein deutscher Mediziner und Chemiker.

## Leben
Johannes Michaelis stammte aus einer begüterten patrizischen Familie. Sein Vater, Johannes Michel, war als Kaufmann, Ratsherr und Kämmerer in Soest tätig, und auch seine Mutter, Gertraud Nussken, stammte aus einer dort ansässigen Familie. Johannes erlangte durch Privatlehrer und am lutherischen Soester Archigymnasium seine erste Bildung.
Die Dokumentation seines Studienverlaufs zeigt einige Unstimmigkeiten. Laut seiner Leichenpredigt begann er 1620 sein Studium in Rostock, wechselte 1623 nach Wittenberg, um Medizin bei Daniel Sennert zu hören, und setzte sein Studium 1625 in Leipzig fort. Die Matrikel der Universität Rostock hingegen verzeichnen seinen Studienbeginn erst im März 1622, gefolgt von einem Wechsel nach Leiden und einer Einschreibung als Magister am 16. März 1630 in Wittenberg. Am 14. August 1628 disputierte er in Leipzig unter Johann Rupert Sulzberger als Kandidat der Medizin. Diese Disputation wird ebenfalls in seiner Leichenpredigt erwähnt, während eine weitere angebliche Disputation 1628 bei Franz Kest über den Katarrh nicht nachweisbar ist. Trotz der Disputation 1628 in Leipzig erfolgte seine Magistergraduierung erst 1630 in Wittenberg. Kurz darauf erwarb er Anfang 1631 in Leipzig das Lizentiat und wurde bald nach Ostern dort promoviert.
Schon 1631 erhielt Johannes Michaelis eine außerordentliche Professur in Leipzig und wurde 1633 zum ordentlichen Professor für Physiologie ernannt. Nach dem Tod des Professoren für Pathologie und Therapie Gunther († 1643) im Jahr 1643 übernahm Michaelis zusätzlich den Lehrstuhl für Pathologie. Im Jahr 1647 folgte dann seine Ernennung zur ersten Professur und zum Dekan der Fakultät. Seine Aufnahme ins kleine Kolleg im Jahr 1636 erfolgte durch Wahl, während die Aufnahme ins große Kolleg im Jahr 1643 automatisch mit der Übernahme des Dekanats verbunden war. Er war zudem im Laufe seiner Karriere Decemvir der Universität, Dekan der medizinischen Fakultät und in den Sommersemestern 1637, 1641, 1643, 1651, 1655, 1663 sowie im Wintersemester 1659 Rektor der Alma Mater.
Michaelis, der sich vor allem um die Einführung der Chemie an der medizinischen Fakultät einen Namen erworben hatte, ja selbst verschiedene Rezepturen für verschiedene Medikamente entwickelte, war ein weithin geachteter Mediziner seiner Zeit. Er teilte die Ergebnisse seiner Forschungen zu Arzneien mit seinen Kollegen und investierte erhebliche Summen in chemische Versuche. Obwohl er umfangreiche Korrespondenzen mit vielen europäischen Kollegen führte, veröffentlichte er selbst keine Bücher. 1657 wurde er zum Erbherren auf Bensdorf ernannt.
Davon zeugen auch seine Berufungen 1641 als Leibarzt des Herzogs Friedrich Wilhelm II. von Sachsen-Altenburg und 1662 als Leibarzt des sächsischen Kurfürsten Johann Georg II. Diese zweite Berufung erfolgte zunächst nur per Handschlag und wurde anschließend schriftlich bestätigt, jedoch ohne eine formelle Vereidigung, was ungewöhnlich war. Ihm stand kein festes Gehalt zu; stattdessen erhielt er die üblichen Transportleistungen und eine angemessene Entschädigung für seine Unterhaltung.
Trotz eines Schlaganfalls im Jahr 1659, der die Beweglichkeit seines rechten Arms beeinträchtigte, unternahm Michaelis 1664 eine Reise zum lauenburgischen Herzog Julius Heinrich. Auf der Rückreise erlitt er einen weiteren Schlaganfall, von dem er sich nie vollständig erholte. Sein Kollege Joseph Clauder begleitete ihn in seiner Sterbenszeit.

## Familie
Johann Michaelis heiratete am 16. Januar 1632 Anna Christina, eine Tochter des Juristen Dr. Matthias Berlich. Das Ehepaar hatte vier Kinder: Johannes, Johanna Christina, Christina Elisabeth und Johanna. Die Tochter Johanna Christina Michaelis vermählte sich 1665 mit dem Juristen Dr. Eberhard Schlaff, einem Advokaten beim kurfürst- und herzoglichen Konsistorium. Ihre Tochter Johanna Sophia Schlaff heiratete später Johann Friedrich Ortlob, den Sohn des Breslauer Stadtarztes Friedrich Ortlob (1629–1685).

## Schriften (Auswahl)
- Opera medico-chirurgica. Nürnberg 1688
- Collegium teoretico practicum. Leipzig 1663, 1698
- Disputationes de varis s. arthritida vaga scorbutica. Leipzig 1649
- Disputationes de morbis ab incantatione et venesiciis oriundis. Leipzig 1650
- Disputationes de Quartana. Leipzig 1652
- Disputationes de rosa seu vero ac legitimo erysipelate. Leipzig 1655
- Disputationes de astmathe. Leipzig 1556
- Disputationes de ferro. Leipzig 1658
- Disputationes de apoplexia. Leipzig 1660
- Disputationes de paresi seu paralisi ex colica. Leipzig 1660
- Disputationes de auro. Leipzig 1630

Herausgeberschaften
- Caravantis Practica. Leipzig 1661
- Oswald Cnollii Basilica chymica. Genf 1658
- Heinrich ab Heer Sparacene cum indice. Leipzig 1645